# بیت حنینا
بیت حنینا (به عربی: بیت حنینا) یک روستا در فلسطین است.

## خصوصیات
بیت حنینا ۱٬۰۷۱ نفر جمعیت دارد.

## مشاهیر
- عبدالحمید شومان، (۱۸۸۸ – ۹ سپتامبر ۱۹۷۴) اقتصاددان، تاجر، نیکوکار و بانکدار. [۳]